# Перфорация гайморовой пазухи
Перфорация гайморовой (верхнечелюстной) пазухи (также ороантральный свищ) — патология гайморовой пазухи, возникающая в результате травматического удаления зуба, внутриутробных аномалий развития костей черепа, воспалительных процессов в корнях зуба.

## Причины
Причинами перфорации дна гайморовой пазухи могут являться:
- травматическое удаление 1.6, 1.7, 1.8, 2.6, 2.7, 2.8 зубов;
- неосторожное выскребание лунки кюретажной ложкой после удаления зуба;
- анатомические особенности строения (расположение корня под слизистой оболочкой);
- разрушения костной пластинки дна гайморовой пазухи в результате воспалительного процесса в области корня зуба[1][2].

## Диагностика
К диагностическим признакам перфорации дна гайморовой пазухи можно отнести:
- проникновение инструмента при зондирование на глубину большую, чем длина лунки;
- положительная носовая проба (при попытке выдуть воздух через нос при зажатом носе воздух со свистом выходит в полость рта)[1][2].

## Осложнения
Осложнениями перфорации гайморовой пазухи являются одонтогенный перфоративный верхнечелюстной синусит (катаральный, гнойный, полипозный, гнойно-полипозный).

## Лечение
При гнойном гайморите производят тампонаду гайморовой пазухи и госпитализируют в отделение челюстно-лицевой хирургии. Госпитализация также необходима при проталкивании корня в полость пазухи. При отсутствии гнойного воспаления лунку удалённого зуба закрывают слизисто-надкостничным лоскутом, взятым с вестибулярной стороны альвеолярного отростка. Перед закрытием лунку заполняют остеотропным материалом.